# Tyler Shields
Tyler Shields (28 de abril de 1982, Jacksonville, Florida) es un fotógrafo y director estadounidense conocido por su fotografía provocativa. Shields ganó fama en junio de 2017 por una fotografía de la cómica Kathy Griffin sujetando un busto que parece el cabo decapitado de Donald Trump.
Shields es reconocido como el "fotógrafo favorito de Hollywood".

## Fotografía
Shields ha utilizado las ideas de sexo, la muerte, la carne, la obsesión, las pesadillas, y la fantasía para explorar la particularidad de la condición humana. Para mostrarlo lo ha expuesto en varias series de fotografías. En enero de 2016, la revista Vanity Fair presentó algunas de las fotografías de los Escudos que se emiten en Colton Haynes y Emily Bett. Más tarde, en su serie de fotografías, que él llama "Ficción Histórica" (2015) mostraba a un hombre afroamericano salir colgando a un miembro del Ku Klux Klan; esta misma serie fue para cubrir eventos como la muerte de James Dean, John F Kennedy, Martin Luther King y Marilyn Monroe, la llegada de los primeros hombres en la Luna y la ruptura de la banda The Beatles.
En su serie del 2014 "Provocateur"  había un cocodrilo mordiendo una bolsa de piel de cocodrilo y, a otra fotografía de la misma serie, "Three Witches", fue incluida como parte de la subasta de Sotherby en Londres. Esta no fue la única de sus fotografías que fue subastada, puesto que su fotografía "Bunny" también apareció a la subasta de Phillip, también en Londres.
Shields ha escrito dos libros de fotografía. El primero, "The Dirty Side of Glamour", fue publicado en noviembre de 2013 y el segundo, "Provocateur" en enero de 2017.
Sus obras a menudo implican imágenes de violencia y peligro. Shields recogió la sangre de 20 celebridades para hacer una peca por su exposición a Los Ángeles "Life is not a Fairytale" y también fotografió a la Lindsay Lohan como una vampira para esta exposición.
Ahora bien, a menudo se le acusa de frivolidad y superficialidad, de querer exaltar el mismo mundo que critica. Hay bastante controversia con el tema de la originalidad de sus fotografías y con el hecho de que es posible que sus intenciones sean puramente banales y provocativas, sin ánimos de verdadera crítica social, utilizando famosos solo para atraer el público. Destacan las críticas negativas que aluden a que Shields copia descaradamente la fotografía y el estilo otros autores como, por ejemplo, Helmut Newton y Andy Warhol.

### The Dirty Side of Glamour
El proyecto “The Dirty Side of Glamour”, fue realizado en América en 2013. Se sitúa en el marco de la fotografía contemporánea, concretamente en la fotografía de retratos y crítica social. Pertenece al movimiento Postmodernista, con influencias del Pop Art y se trata de fotografía digital impresa, en color. Shields acostumbra a tener preferencia por cámaras Hasselblad y el objetivo que utiliza es muy variable según lo que se quiera comunicar.
El contexto social que rodea estas fotografías es la percepción del mundo de las celebridades como lujoso, envidiable y perceptivamente perfecto, así como con un gran culto al cuerpo. También forman parte de este contexto el actual mundo condicionado por el capitalismo, en el cual el consumismo está muy presente. Así pues, Shields da cabida a todos estos aspectos en su obra, dándole una visión crítica e impactante. 

#### Análisis de las imágenes

##### Nivel morfológico
En las fotografías del libro The Dirty Side of Glamour, siempre encontramos un mismo motivo fotográfico que se va repitiendo a lo largo de la obra: aparece una celebridad inmersa en una acción sobrecogedora e impropia, a menudo mientras dialoga con un objeto. Así, en una de las imágenes podemos ver a una chica mordiendo una bolsa del modelo Birkin de Hermès, uno de los complementos de moda más buscados y caros que existen. En una otra fotografía, en cambio, podemos ver un personaje central estirado en medio de una cocina (imagen en la cual el espacio tiene más importancia) e interactuando con un brick de leche. Estos son dos ejemplos que muestran de manera clara lo que encontramos a la obra de Shields: un motivo inusual que realmente impacta y, a la vez, atrae el espectador. 
En cuanto a los elementos morfológicos de las imágenes, es importante destacar que el punto de atención de las fotografías suele encontrarse en el centro (tenemos un claro ejemplo en la fotografía que acabamos de mencionar, en la cual la chica se encuentra en medio de la cocina y, por lo tanto, de la imagen). Además, a menudo la fotografía consta de una gran nitidez y de una iluminación realmente dura, que permiten percibir a la perfección colores muy contrastados y vivos. En la imagen de la bolsa Birkin vemos claramente la utilización de una luz muy dura (las sombras de los elementos que aparecen a la composición están muy marcadas), la nitidez y colores contrastados y vivos que, en este caso, sobre todo quieren resaltar el valor económico del objeto. Sucede el mismo con otra de sus fotografías en la cual aparece un carísimo entrecot.
Así pues, hay que destacar que Shields compone morfológicamente sus imágenes de tal manera que los personajes principales, los cuales nos explican una historia, tienen mucho protagonismo, ya sea ocupando el espacio central del encuadre o remarcados con una luz fuerte. Esto realza la importancia de las acciones que están teniendo lugar y provoca que el espectador quede realmente sorprendido y, a menudo, impactado.

##### Nivel compositivo y enunciativo
Podemos destacar que en las fotografías de Tyler Shields estudiadas predomina una perspectiva puramente frontal y plana, en algunos casos con una angulación picada. Su ritmo interno podría corresponder al término “parado en el tiempo”, es decir, que la mayoría de sus obras son fotografías de una persona captada en el mismo momento en el cual está haciendo una acción. Este hecho nos transmite una sensación de dilatación del tiempo, de un movimiento nunca acabado de completar, siempre abierto, eterno. Es por eso que la tensión en sus fotografías es notable: los personajes se encuentran parados en una posición de acción, se ha captado un movimiento en su auge y, por lo tanto, nos encontramos con multitud de líneas de acción y mirada, diagonales, verticales y horizontales, que luchan para escaparse de este “tiempo eterno” y acabar de completar su movimiento. Encontramos tensión especialmente en elementos como los puños cerrados o los cuerpos en movimiento. El dinamismo inunda las imágenes, a la vez que también lo hace el estatismo: el movimiento puro es parado en el tiempo para propiciar el retrato de la eterna cara oscura de la fama.
Es notable la distribución de pesos en las diferentes fotografías, con una centralidad buscada gracias a la ley de los tercios. Generalmente se observa como una figura central (una celebridad) es la que aporta más peso a la imagen, después completada por otros pesos laterales, como por ejemplo pueden ser los objetos con los cuales interactúa la persona. Debido a esta centralidad, observamos que las imágenes son totalmente artificiosas, manipuladas, colocando en el primer término del recorrido visual a la celebridad, para después fijarnos en la acción que hace o en el entorno que lo rodea. Vemos que la persona famosa es el centro de todo, aquello que estructura la fotografía en sí, connotando que las sociedades contemporáneas también se construyen alrededor de la fama y que “La fama, tal como aquí se considera, aparece como un sistema por sí misma: se trata de un fenómeno estructurado, organizado e institucionalizado en la interrelación social”. Pero, a la vez, con el artificiosa composición de acciones paradas en el tiempo, de tensiones infinitas, se nos muestra la artificialidad de este fenómeno, la máscara que es la fama en la actualidad en un doble sentido, en el hecho de que todo es una construcción mediática falsa y en la manipulación y corrupción de las personas que forman parte: “Una identidad manoseada, auscultada, perseguida, acaba impactada de muchas maneras, sobre todo cuando la estructura sobre la que se construye es de una gran fragilidad. Cuando la fama extiende sus tentáculos, hace falta mucha resistencia y solidez para que no se resquebraje la percepción que se tiene de uno mismo y la propia identidad”.
En cuanto al espacio de las representaciones, nos encontramos con dos tipos genéricos de espacio en las fotografías de Tyler Shields: por un lado, fondos blancos simples, abiertos y abstractos, completamente lisos y planos y, por otro lado, habitaciones interiores cerradas, barrocas, concretas (por ejemplo espacios domésticos), con más profusión de elementos y una profundidad de campo, en muchos de los casos, fuerza exagerada. Podríamos decir, por lo tanto, que nos encontramos con dos tipos de espacio antónimos. La elección de un fondo u otro viene dado por el mensaje que el artista quiere transmitir y su complejidad o iconicidad. Aquello que sí que tienen en común es que en las obras, toda la acción se concentra en el campo; raramente se hacen referencias a aquello que está fuera de campo: la visibilidad y la exageración imperan. Se podría decir que en las fotografías de fondo blanco, nuestra referencia es una acción concreta y aislada, donde solo nos fijamos en un par de elementos en juego. En cambio, en las fotografías de habitaciones como fondos, se pone en juego el elemento contextual para precisar más los significados de los mensajes, con los cuales se quieren destruir numerosos estereotipos sociales. Es notable la iconicidad de estos espacios más cerrados: en el caso de las fotografías en las cuales nos hemos centrado, hay que destacar la aparición de espacios domésticos arruinados, connotando la asociación machista mujer – espacio doméstico (especialmente en la cocina, sala de estar y dormitorio), la reminiscencia patriarcal de la mujer como ama de casa confinada a las tareas domésticas, que tiene que seguir un arquetipo, siendo cariñosa, amable, responsable y con una apariencia angelical. En esta cocina claustrofóbica, la mujer se encuentra encarcelada por los tradicionales roles de género. Aquí Shields destroza este mito, presentando espacios domésticos estereotipados destrozados y subvertidos por la misma mujer liberada; embadurnados de sangre, leche (claras referencias sexuales), harina (referencia a la cocaína) y fuego; la destrucción de un estereotipo machista, la posible reivindicación del reconocimiento de los trabajos que ha hecho la mujer en el ámbito doméstico, este golpe mostrados por jóvenes que subvierten de manera grotesca el arquetipo de “perfecta mujer y ama de casa”. También encontramos el escenario de los espejos, que sería un símbolo asociado con el mundo femenino, especialmente como un espacio de seducción por la mujer. A la vez, encontramos cierto grado de voyeurismo en sus puestas en escena: pues es notable como el autor quiere dar a conocer toda la verdad que se esconde detrás de los estereotipos femeninos, de celebridades y consumistas, para espiar y denunciar la cara oculta de estos fenómenos. Sus descaradas, artificiales, exageradas y penetrantes puestas en escena son esencialmente voyeuristas, pues “El vouyerismo […] transita por el filo de un complejo entramado de límites: el límite entre lo privado y lo público, entre lo que puede ser visto y lo que no, entre la inocencia y la complicidad del sujeto, entre lo que se ético y lo que no, entre lo que se aséptico y lo que resulta erótico o violento, entre lo sugerido y lo explicitado, entre lo legal y lo ilegal”.
Como acabamos de ver, se trata de escenas totalmente artificiales y creadas expresamente, nada en las imágenes nos recuerda en un momento de espontaneidad y naturalidad. Además, todo esto queda acentuado por las miradas de las chicas de actitud directa y desafiante, cosa que rompe la cuarta pared y en vez de juzgarlas nosotros por sus actos, son ellas mismas las que, desvergonzadamente, se nos dirigen, nos juzgan y nos hacen preguntar si realmente hemos podido escapar de esta sociedad y hábitos que tanto reprochamos. Por lo tanto, tenemos que recordar que las imágenes nos muestran exactamente lo que quieren decir: lo que vemos no es real ni es verdadero, haciendo referencia a las fotografías y a la misma vida que tanto se exalta de las celebridades.
En cuanto al tiempo de la representación, ya se ha comentado antes la tensión que se provoca en las fotografías de Shields por el hecho de que se quiere retratar movimientos en pleno auge, captar pequeños instantes ocultos detrás los estereotipos y las mentiras de la sociedad, correspondiendo al concepto de “instante eterno”. Esta dilatación de un instante responde perfectamente al hecho de que las fotografías se centran en una acción concreta: la acción mínima suele comportar una duración dilatada del tiempo. Hay que comentar también que estas obras están estrechamente ligadas a la contemporaneidad actual y a las concepciones capitalistas y estereotipadas de las celebridades, el cuerpo y la mujer que imperan. La narratividad de las imágenes corresponde a un discurso íntimamente ligado a la actualidad. Por ejemplo,  la crítica hacia la actual tendencia a vivir en “la cara amable del consumo”, inmersos en escaparates y centros comerciales, atrapados en una prisión social que nos obliga a comprar infinidad de productos lo más elitista posible, tal como muestra la fotografía con la bolsa Birkin. O también hacia el culto al cuerpo femenino, la presión mediática y social que se ejerce sobre las mujeres en un mundo donde el hecho de estar en forma se ha convertido en una tiranía, ya no contemplado como un término sanitario, sino como la única manera de ser bien considerado en una sociedad que solo acepta un único canon de belleza. Shields critica la contemporaneidad destruyendo todos sus roles injustos y falsas idealizaciones. 
En todo el trabajo de Tyler Shields encontramos que los objetos con los cuales las modelos actúan se vuelven sujetos de gran importancia y reflexión, ya sea desde una bolsa de 200.000 dólares, a un trozo de carne cruda o a los mismos dólares volando, como crítica a esta sociedad consumista donde todo el mundo tiene una cara más oscura y corrupta. Se produce un derroche del dinero donde este se convierten en nuestro objeto de deseo principal para obtener otros bienes. Bienes como el “Birkin”, símbolo y objeto de gran lujo codiciado, sobre todo, por aquellas personas que viven en un mundo de apariencias, en un mundo donde no se es nadie sin este tipo de accesorios. 
Por último, hay que recalcar que las fotografías de Shields constan de cuatro elementos sintácticos básicos: una persona (una celebridad o modelo jóvenes), un objeto con connotaciones y/o referencias claramente visibles, un fondo y una acción sobrecogedora, muchas veces grotesca e impropia, que tiene como objetivo deconstruir los conceptos de mujer, consumo y fama que la sociedad contemporánea tiene idealizados. Todos estos elementos se combinan para mostrar la cara oculta de la fama, donde las celebridades viven en un mundo paralelo autodestructivo, las mujeres que ya no aceptan el rol que se les impone y se rebelan contra el patriarcado, una sociedad donde se valoran el dinero y la posesión de objetos elitistas a la vez que se abandonan los principios humanos fundamentales, etc. En definitiva, Shields se vale de unas composiciones artificiosas con elementos de fuertes connotaciones. Por ejemplo, dinero – consumismo, plancha – ámbito doméstico o espejo – multiplicidad e idealización. También utiliza unos espacios variables y un tiempo dilatado para criticar un mundo deshumanizado donde la fama autodestructiva y los roles estereotipados se apoderan de nuestras vidas, donde la brutalidad se hace patente. 

###### Plagio y críticas
Como ya hemos introducido en un principio, a Tyler Shields se lo critica por su similitud con otros fotógrafos o autores de gran renombre como son Andy Warhol y Helmut Newton. Si bien es verdad que algunas de sus imágenes guardan una semejanza más que obvia con los trabajos de estos otros dos artistas, también tenemos que saber mirar más allá y considerar que, como Warhol, que fue el pionero de la tendencia del Pop Art de los años sesenta, ambos se encuentran fascinados por la idea de la abundancia, la sociedad de consumo y de masas y el culto a las grandes celebridades como si fueran los nuevos Dioses de esta era.  Del mismo modo que los objetos y símbolos de Warhol (billetes, botellas de Coca-Cola o latas de sopa) Tyler Shields coge también los dólares, un Birkin, baüls Louis Vuitton o zapatos Louboutin y, a través de la utilización reiterada de estos símbolos, acaban representados como banales y despersonalizados. En la obra de en Warhol lo encontramos en la repetición a todo color de estos objetos o la cara de una Marylin también objectualitzada por una industria. Sin embargo, en el caso de nuestro fotógrafo, este hecho está mostrado de una manera mucho más gráfica y destructiva al prenderles fuego o arruinarlos completamente. 
Precisamente es por esta forma que tiene Tyler Shields de elaborar un discurso crítico que a menudo ha sido objeto de discusión por su superficialidad e hipocresía y por una manera demasiado obvia y pobre de hacer una crítica al consumismo.  Él mismo, en una entrevista a The Hollywood Reportero, se refiere a las celebridades como personas normales, pero con la diferencia que estas viven bajo un microscopio y la gente queda hechizada por esta idea de fama, lujo, celebridad y una vida de excesos. “People get caught up in the idea of celebrity, fame, luxury, excess -- but all they really are is an idea”. Lo que busca con sus imágenes es provocar una reacción y no mostrar la cara narcisista de su propio exceso y lujo como ha sido tantas veces acusado, puesto que con la utilización de celebridades con una vida “envidiable” y con el cuerpo “perfecto” parece que quiera hacer una exaltación de esta vida ideal y elitista de la cual nunca podremos llegar a formar parte aunque queramos.
Lo mismo pasa con el atrezzo de las imágenes, que se basa en accesorios de lujo que utiliza solo para destrozarlos y demostrar un punto de vista que quedaría anulado por la manera que escoge para crear su discurso. Surge una lectura elitista donde solo él, y no nosotros, se puede permitir gastar toda esta cantidad de dinero y entonces todas las críticas sobre esta actitud se ven como una simple envidia a su vida. 
También hay que destacar que él predica que todo lo que vemos es real y por eso hace el mínimo uso de las técnicas de retoque digital, puesto que, como él mismo dice, no se explica la misma historia si a través del Photoshop se crea un “Birkin” en llamas que si realmente se hace y una modelo se encuentra a centímetros de este.

##### Nivel semántico
Las fotografías estudiadas serán trabajadas, en este apartado, desde la crítica feminista, la  desmitificación del culto a la fama y a las celebridades y el anticonsumismo.
Empezando por la crítica feminista, lo primero a destacar es la clara presencia femenina en las fotografías. Pero no son simplemente mujeres en general, son mujeres que siguen unos cánones de belleza, son cuerpos que cobran sentido únicamente dentro del margen que nos presenta la misma fotografía. Son cuerpos —y no se puede decir de otro modo, porque dentro de la sociedad representan un conjunto de valores estéticos— forzados a formar parte de una realidad que los oprime. 
La industria de la moda, las celebridades y la fama hacen creer a la mujer que lo más importante sobre sí misma es como se ve exteriormente. Es por eso que ya desde muy jóvenes, las mujeres se encuentran con el hecho de que tienen que gastar una enorme cantidad de tiempo, energía y dinero para conseguir la perfección exterior y sentirse avergonzadas y culpables cuando fallan. Esto lo podemos ver ejemplificado a la imagen en la que aparece a una chica vomitando purpurina (figura 8), puesto que se siente avergonzada por no ser capaz de llegar a la belleza ideal, lo cual la lleva a sentirse mal. Actualmente nos encontramos bajo la tiranía de las imágenes de la belleza ideal. Es desde esta presión que se crea un culto alrededor del cuerpo. Y no solo esto, sino que las chicas reciben el mensaje constante de que tienen que ser “sexys” y extremadamente delgadas para poder ser aceptadas como miembros de la sociedad y, más concretamente, de la sociedad de las celebridades. La sensualidad y provocación femenina han pasado a ser un deseo interiorizado como individual sin darse cuenta de que es un patrón que se ha incorporado desde fuera. Tal como dice Susie Orbach en “La Tiranía del culto al cuerpo”: “Hoy en día, lo sexual se ha hiperestimulado. El uso de cuerpos sexualizados para representar y vendernos la historia de la buena vida en una sociedad de consumo nos ofrece las imágenes de cómo deberíamos presentarnos a nosotros mismos como seres sexuales y qué aspecto deberíamos tener mientras nos relacionamos sexualmente”. A la mujer sexy se le deja poco espacio para que se desarrolle en otras esferas más intelectuales, es por eso que a las fotografías de Tyler Shields estudiadas encontramos a la mujer sexy no solamente como tal sino de la mano de estereotipos, como el de la mujer del hogar. La figura femenina cada vez se va reduciendo más y más, hasta quedar, prácticamente, deshumanizada.
Por último dentro de este apartado, hay que hacer mención a la violencia machista acompañada de la idea de sumisión de la mujer que se va repitiendo a lo largo de la obra de Tyler Shields. Es la mujer quien está bajo las órdenes de la figura masculina y es reducida en sí misma para ser esclava de una situación donde el hombre tiene el poder. La primera fase para justificar la violencia es la deshumanización de la víctima. Esto se ve con los hematomas, la sangre o la vestimenta femenina provocativa fuera de contexto. Todo esto crea una visión de dominación de la mujer por parte de la figura masculina que resulta constante.
A pesar de esto, la destrucción de la persona no acaba cuando llega a la fama, sino que solo acaba de empezar. Cuando la fama que hay alrededor de una persona es suficiente como para considerarla una celebridad, hay una fuerte presión constante para mantenerse en este estatus. Los fanes y los periodistas tienen el punto de mira colocado en esta celebridad, y esto acaba comportando una renuncia a la normalidad. Mari Mora, en su artículo “El efecto letal de la fama”, alega que “entre el miedo a perder aquello conseguido y el agobio de sentirse poseído por una multitud muchas veces irracional, germina una sensación de aislamiento, junto con la desconfianza y a veces incluso la paranoia”.
La imagen de la celebridad se encuentra bajo un continuo juicio; esto crea una presión muy difícil de controlar y que puede desestabilizar completamente una persona. Llegado este punto, la celebridad, como nos muestran las imágenes estudiadas, se refugia en el alcohol, el tabaco o las drogas. Busca una vía de escape a la soledad en la que se ha visto forzada a vivir, puesto que las relaciones personales son puramente por interés. La riqueza y el glamour atraen a las otras personas más que la propia personalidad de la celebridad. Debido a esta reformulación de las relaciones personales, se crean identidades manoseadas y perseguidas que acaban fuertemente impactadas. Cuando la fama llega de una forma abrupta, los resultados del éxito se convierten en nocivos.
Dentro de las fotografías encontramos también una clara crítica a la sociedad del consumismo, motivada esencialmente por el capitalismo. Tyler Shields muestra una sociedad que va más allá del consumo de las necesidades básicas. Traspasa la barrera del consumo para ir hacia el consumismo cuando muestra situaciones donde los personajes no están cubriendo sus verdaderas necesidades básicas. Desde que la sociedad se empieza a considerar como moderna, la publicidad y otras técnicas de difusión de los productos llevan a las personas a un círculo vicioso del consumo, lo que les hace creer que su simple deseo de tener un producto es, en realidad, una necesidad.
Entonces, queda claro que es este consumismo, esta —falsa— necesidad de adquirir nuevos productos la que nos lleva a ser capaces de dividir la sociedad según su poder adquisitivo. En las fotografías de Tyler Shields se nos muestra claramente una idea de glamour ligada a las marcas, a la moda, las tendencias y el exceso; el consumo de este tipo de productos está directamente asociado a una clase social muy concreta. Y esta clase social, precisamente para demostrar que tiene glamour, que posee un alto nivel adquisitivo, consume productos a priori innecesarios. De este modo, no dejan ningún tipo de duda al resto de la sociedad en cuanto a cuál es su estrato social. Tyler Shields nos muestra unos personajes que no titubean a la hora de gastar su dinero en maquillaje, en las marcas más caras de accesorios, en el restaurante o el club de moda, es la necesidad de la clase alta de mostrarse como diferentes; socialmente diferentes.
Este conjunto de características que se muestran a las imágenes en forma de crítica tienen su base en el capitalismo. Este sistema impulsado por el dinero como fuente de todo tipo de poderes crea en las personas unas ansias de acumular, un hambre que no acaba de saciarse nunca. Cómo afirma Santiago Alba Rico en su libro “Capitalismo y nihilismo: Dialéctica del hambre y la mirada”, hoy en día, debido al capitalismo, existe “el hambre de los que no comen y el hambre de los que no dejan de comer. La verdadera ideología de la globalización es el hambre: el derecho a comer ilimitadamente”.

## Filmografía
El 15 de diciembre de 2014, el guion de Shields "The Wild Ones" apareció a la Lista Negra, una lista anual de los mejores guiones que no se han llegado a producir. 
Al 2015 dirigió la película de acción y suspenso denominada "Final Girl" con Abigail Breslin como protagonista.